# Chicha

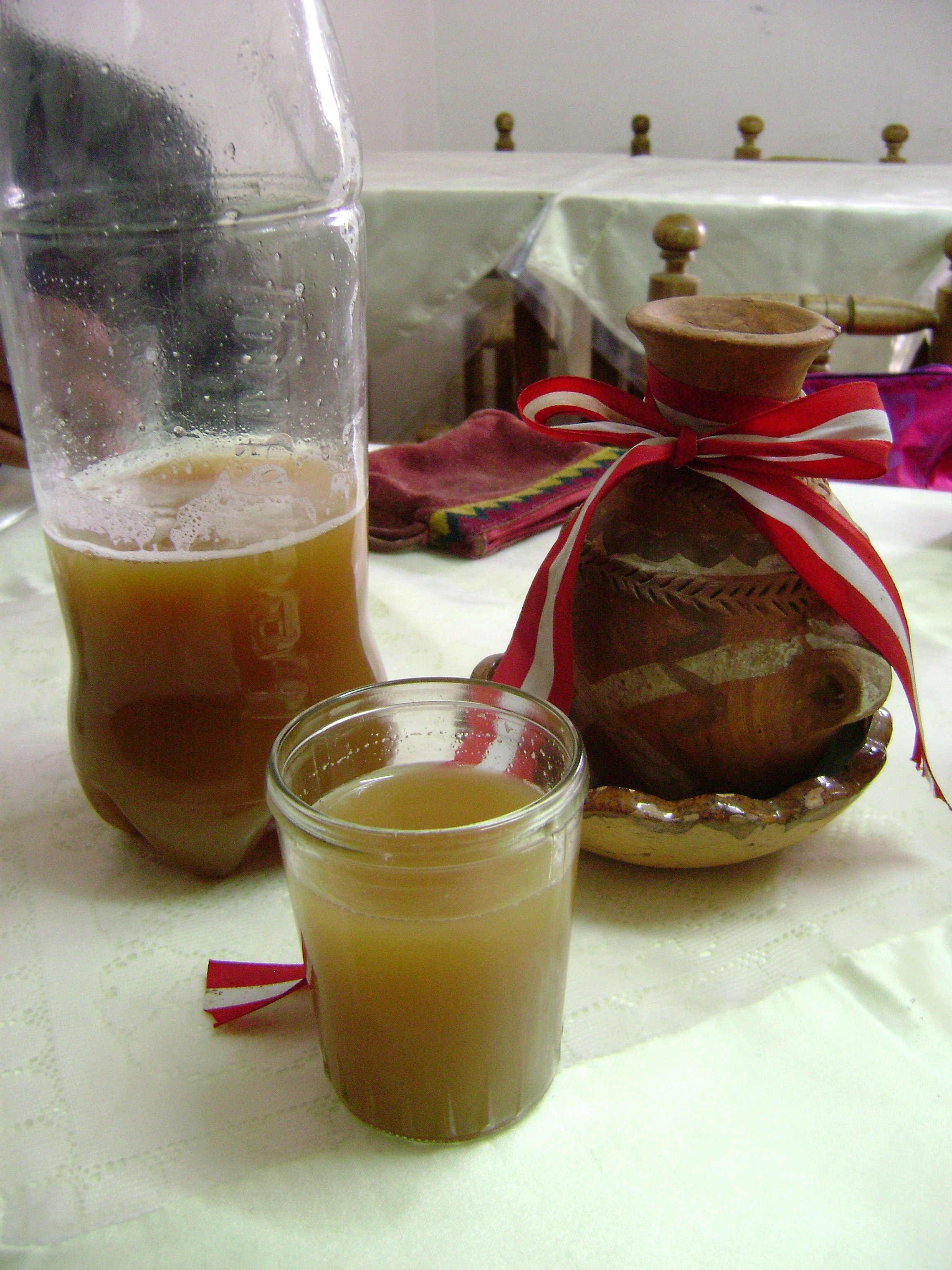
Chicha de jora

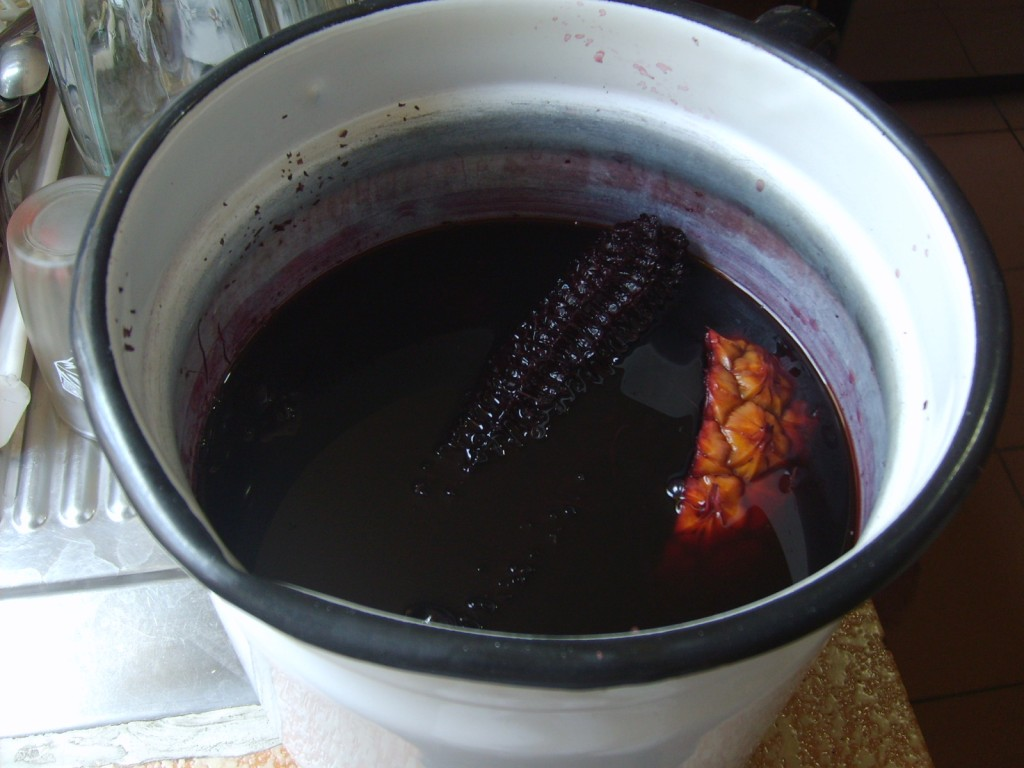
Chicha morada

Chicha è il nome dato a diversi tipi di bevande leggermente alcoliche, originarie dell'America Latina derivate principalmente dalla fermentazione non distillata del mais e di altri cereali, ma anche da altri tipi di frutta (come ad esempio mele e uva) o dalla manioca. Inoltre il termine chicha viene anche utilizzato in alcuni paesi dell'America Latina per riferirsi a bevande non alcoliche come ad esempio la chicha criolla in Venezuela o la chicha morada in Perù.
Queste bevande vengono realizzate normalmente in modo casereccio, tramite la bollitura e successiva fermentazione del cereale o della frutta impiegata. Il risultato è una bevanda dolce a bassa gradazione alcolica (generalmente da 1 a 3%).
Sono bevande prodotte e consumate in tutta l'America Latina sin da prima della conquista degli spagnoli.

## Etimologia
Vi sono varie ipotesi circa l'origine del termine "chicha".
- Secondo la Real Academia Española e altri autori, proviene da una voce originaria di Panama (chichab) che significa mais in lingua kuna;
- secondo Luis Cabrera (studioso della cultura azteca) deriva dal termine della lingua nahuatl "chichiatl" (acqua fermentata).
- Pedro José Ramírez Sendoya fa risalire il termine alla lingua Maya: chiboca o Chac (masticare) o da chicháa (riempire d'acqua) o infine da Zicha (acqua fresca)[1]

La chicha ha ispirato il modo di dire spagnolo ni chicha ni limonada ("né chicha né limonata") equivalente all'espressione idiomatica italiana "né carne né pesce".

## Procedimento
Originariamente veniva ottenuta masticando da donne il mais appena raccolto e sputato all'interno di un recipiente di terracotta. Gli enzimi contenuti nella saliva, infatti, trasformano l'amido di mais in zuccheri semplici, che poi danno luogo al processo di fermentazione. Una volta fermentata la chicha veniva colata, imbottigliata e lasciata riposare all'ombra per un certo periodo prima del consumo.
Questo processo è tuttora praticato dalle popolazioni andine e la chicha così ottenuta viene chiamata anche taqui.

## La chicha per nazione

### Bolivia
Il più importante tipo di chicha boliviano è la chicha di mais, chiamata semplicemente chicha. Di origine inca, considerata l'elisir degli inca e della valle di Cochabamba, è una bibita fermentata per alcuni giorni dopo un processo di elaborazione molto lungo; ha qualche grado alcolico. È una delle bevande più popolari e tradizionali, si consuma nella maggior parte del paese, particolarmente a Cochabamba (dove viene prodotta), Chuquisaca, Oruro e La Paz. Il consumo è abituale in qualsiasi occasione, soprattutto durante le feste tradizionali e religiose.
Tra le varietà più popolari si possono annoverare: 
- chicha gialla ottenuta dal mais giallo o willkaparu;
- chicha kulli ottuenuta dal mais viola;
- chicha di ch'uspillu ottenuta dal mais da tostare;
- chicha camba ottenuta dalle arachidi e mais; ha poca o nessuna gradazione alcolica ed è consumata principalmente nell'oriente boliviano come bibita rinfrescante e nella zona della Chiquitania come bevanda fermentata in eventi religiosi e feste tradizionali.
- chicha vallegrandina chicha originaria di Vallegrande (provincia di Santa Cruz) che è simile alla chicha comune dell'occidente del paese, ma è fermentata con metodi tradizionali differenti.

Tutti i nomi di questi tipi di chicha provengono dalla lingua quechua.
Da alcuni anni la chicha viene esportata da Cochabamba verso gli Stati Uniti e l'Europa ed è così possibile trovarla nei negozi tipici latini in città come Madrid o Milano.

### Cile

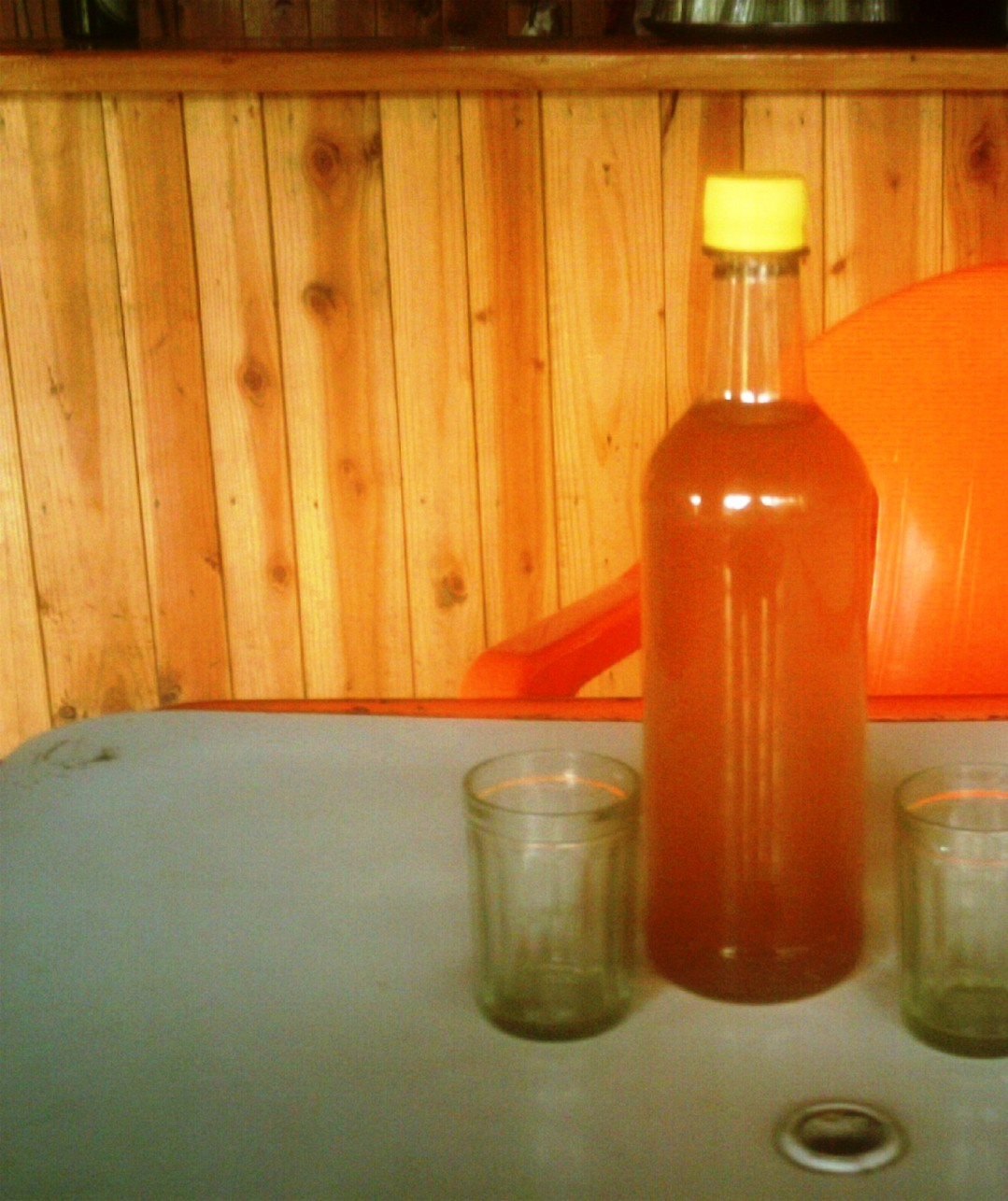
Chicha de manzana ("sidro") di Punucapa (Valdivia, Cile), prodotto tradizionale locale

Anche in Cile le bibite ottenute dalla fermentazione di vari tipi di frutta sono chiamate chicha; esse vengono anche mischiate con acquavite o altri alcolici. Tra i mapuche si consuma un tipo di chicha di mais o frumento chiamata muday.
Nella zona centrale del Cile, la chicha si prepara come un mosto di uve più rustico del vino, che viene consumato in abbondanza in tutto il territorio cileno nei giorni festivi. Anche nel sud il termine allude ad un fermentato di mela più rustico del sidro che si produce alla fine dell'estate.
Altre materie prime sono utilizzate meno frequentemente, come ad esempio i frutti della luma (Amomyrtus luma) chiamati cauchaos, i frutti del maqui (Aristotelia chilensis) e il miele. In particolare, la chicha di miele è simile a un idromele di bassa gradazione alcolica, ma a causa dei lieviti non molto raffinati utilizzati nella produzione, contiene alte concentrazioni di alcol metilico e può provocare malessere quando la si consuma.

### Colombia
Nel 1948 in Colombia si proibì la fabbricazione di chicha di mais (considerata «vulgar y poco
higiénica») a meno che non fosse pastorizzata e imbottigliata in vetro chiuso ermeticamente. Ciò fu causa di un taglio netto del consumo della bevanda tradizionale della cultura muisca e conseguentemente la diminuzione degli incassi di molte famiglie di origine indigena e la successiva perdita delle terre. La proibizione durò fino al 1991.
Il "Festival della chicha, del mais, della vita e della felicità", che si celebra a Bogotà nel rione "La perseveranza" (al giorno d'oggi principale luogo di produzione della chicha) è una dimostrazione delle tradizioni ancestrali, di allegria e identità; ironicamente questo rione sorse come dimora dei lavoratori della birreria Bavaria.
Benché non sia la principale bibita alcolica del paese, la chicha è sempre stata legata alle festività paesane e il suo consumo aumenta specialmente nel mese di dicembre. È possibile ottenere la chicha a partire dal guarapo (succo della canna da zucchero), aggiungendo panela (un surrogato della canna da zucchero) e altri ingredienti a base di mais, lasciando poi fermentare l'impasto in un recipiente di terracotta.

### Ecuador
Come in Perù, anche in Ecuador la chicha ha le sue origine dall'Impero inca. La chicha si consuma principalmente sulle montagne andine ed in minor quantità sulla costa. La chicha praticamente è la birra delle comunità indigene che sono solite ubriacarsi con questa bevanda durante le principali festività e celebrazioni, come la festa della Mama Negra e il Carnevale.
Generalmente si beve a temperatura ambiente in bicchieri di plastica simili almeno nella forma ai keros di origine preispanica.
Viene prodotta a partire dalla fermentazione di mais, quinoa, orzo o farina di frumento, unita a panela (surrogato della canna da zucchero) o zucchero comune. Anche frutta regionale come l'albero dei pomodori, la mora, la passiflora e la naranjilla sono utilizzati come ingredienti. La si lascia poi fermentare per un periodo che va da tre a venti giorni.

### Nicaragua
In Nicaragua, il nome della chicha dipende dal dipartimento: chicha bruja, chicha pujagua, chicha raisuda, chingue de mai, ecc.
La ricetta tradizionale della chicha di mais comporta un processo di vari giorni. Il mais si lascia una notte intera in acqua affinché si ammorbidisca. Il giorno seguente si trita e poi lo si rimette in acqua, gli si aggiunge colorante rosso e si cuoce. Una volta freddo si aggiunge al liquido una sostanza dolce e ancora acqua. Il giorno seguente si aggiunge ancora acqua e zucchero.

### Panama
A Panama il vocabolo è utilizzato come sinonimo di bibita (chicha d'ananas, chicha di tamarindo, chicha di papaya, ecc.). Una delle bibite tradizionali di Panama è la chicha di riso con ananas, che si prepara con riso cotto nel latte, panela (surrogato della canna da zucchero) e buccia d'ananas. La bevanda alcolica ottenuta dalla fermentazione del mais si chiama chicha forte e si ottiene dal mais germogliato e mais nacio, per poi lasciarla fermentare in vasetti di terracotta.

### Perù
La chicha peruviana è una bevanda artigianale e ancestrale. Le popolazioni di lingua quechua chiamavano questa bevanda di mais fermentato aqha o aswa, da cui il nome azua, poi rimpiazzata da chicha.
Il suo utilizzo era principalmente cerimoniale, nelle feste delle antiche culture.
È un mosto di mais germogliato (jora). Oggi si usa come aperitivo o come ingrediente in alcuni piatti peruviani.
Vengono annoverate differenti preparazioni di chicha:
- chicha de jora ottenuta con germogli di mais bianco e mais nero;

- chicha Arequipeña ottenuta dalla fermentazione di germogli di mais e chancaca (surrogato della canna da zucchero):
- chicha de Jora con pata de vaca ottenuta dalla fermentazione di germogli di mais bianco, quinoa e pata de vaca (una leguminosa);
- chicha de maní ottenuta da arachidi (manì), mais mote e quinoa;
- chicha de quínoa ottenuta dalla quinoa;
- chicha loretana ottenuta da farina di manioca e chancaca (surrogato della canna da zucchero);
- chicha morada chiamata così per il suo colore ottenuto dal mais nero (mais morado); è una bibita non fermentata, molto comune ed è possibile trovarla sia in polvere (per la preparazione istantanea), sia in bottiglia.

Le case lungo i sentieri andini che espongono una bandiera bianca offrono chicha; se l'insegna mostra anche un peperoncino (ají), offrono piatti tipici caserecci. Se la bandiera è rossa, oltre a gustare chicha e piatti tipici, si può anche ascoltare musica folclorica del luogo.

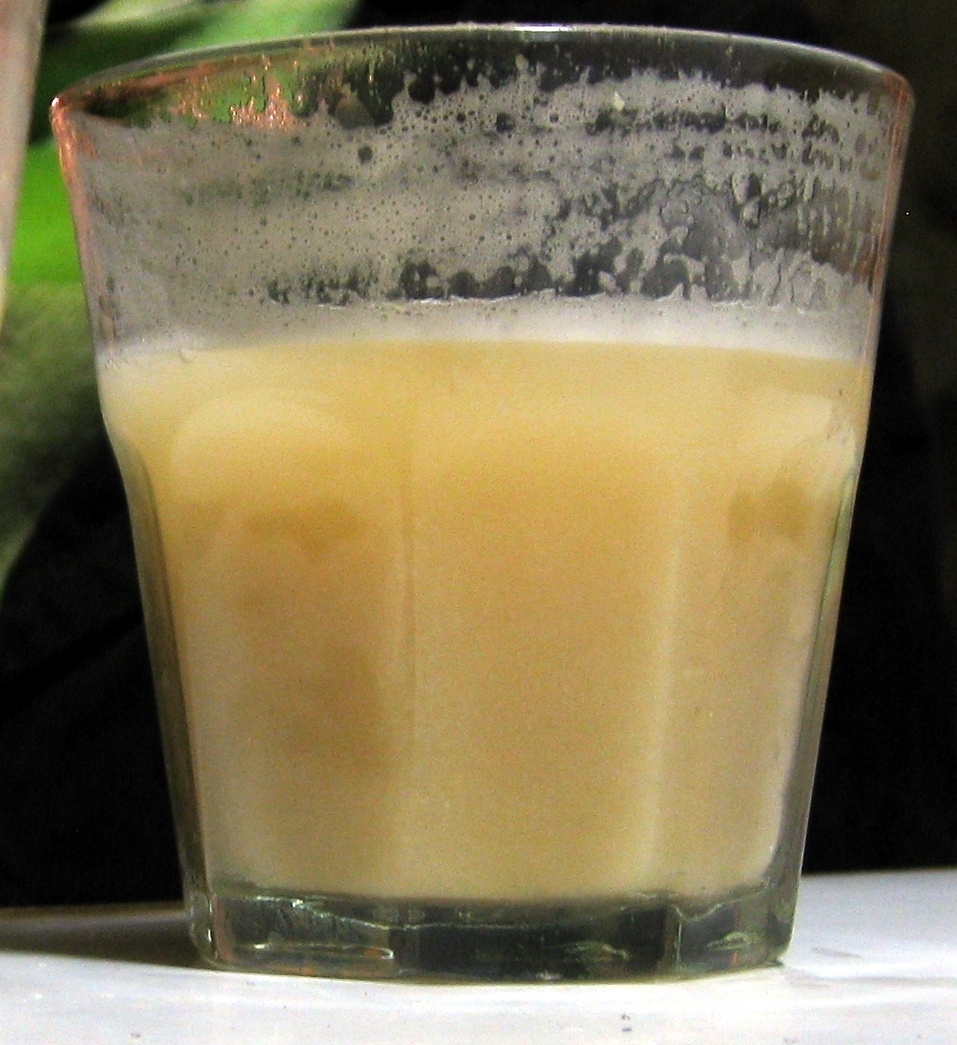
Chicha de jora
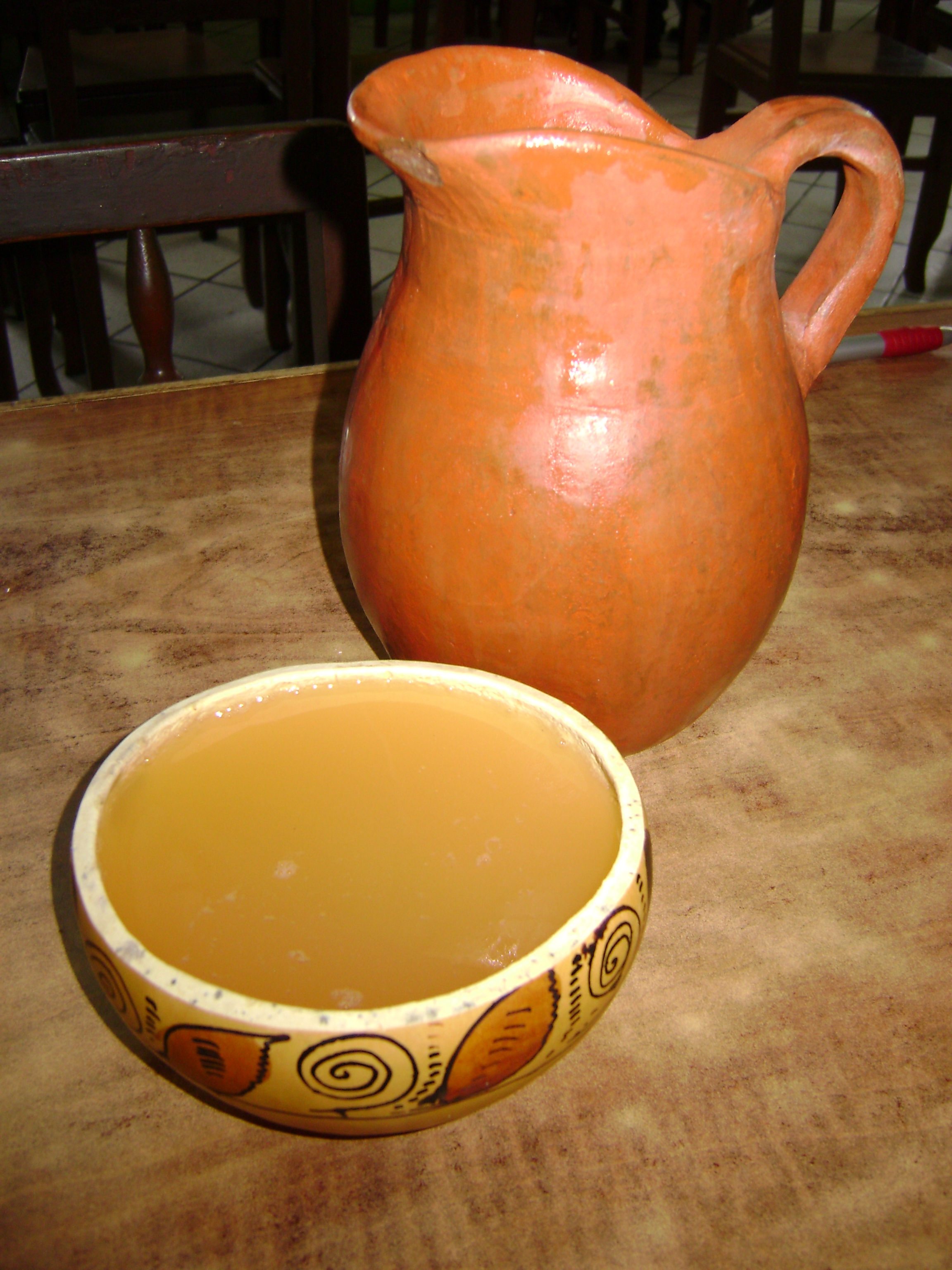
Clarito, chicha de jora giovane
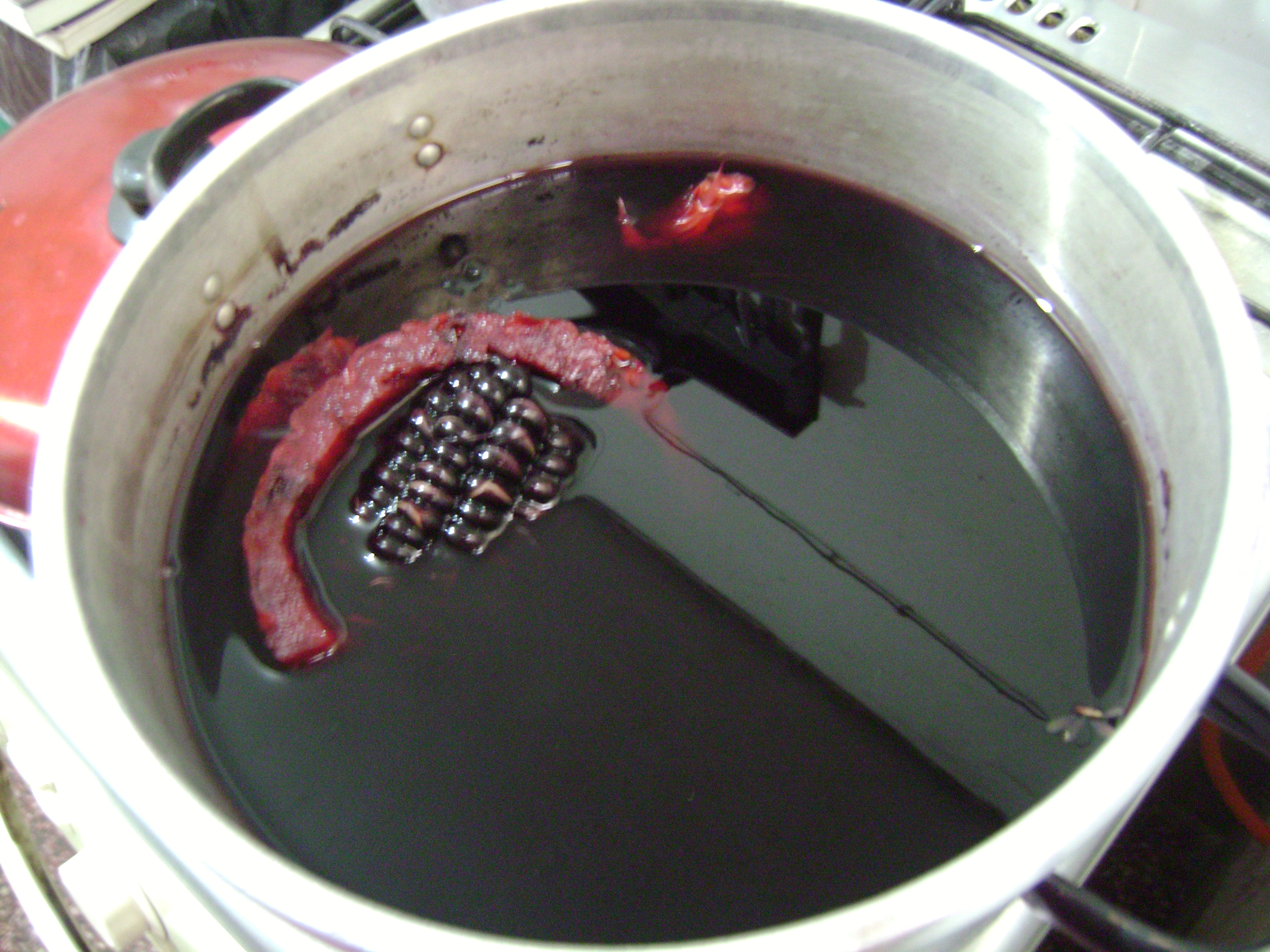
Chicha morada

### Venezuela
Nelle Ande del Venezuela, si prepara una bevanda conosciuta come chicha andina per differenziarla dalla sua omonima analcolica, la chicha criolla. È una bevanda viscosa a base di cereali (mais o orzo), con aggiunta di guarapo d'ananas che è una bevanda prodotta dalla fermentazione della buccia dell'ananas con acqua e zucchero. La chicha si produce generalmente in forma artigianale e casereccia. La sua preparazione ha origine negli stati andini del Venezuela con maggior enfasi in Tachira e Merida.
La chicha prodotta sulle Ande venezuelane a base di riso si chiama masato.